# 欧文·麦克道尔
欧文·麦克道尔（英語：Irvin McDowell，1818年10月15日—1885年5月4日 ），美国陆军少将，第一次馬納沙斯之役北军指挥官。

## 生平
麦克道尔出生于俄亥俄州哥伦布，最初在法国特鲁亚学院学习，1838年自美国军事学院毕业，与其未来在第一次馬納沙斯之役中的对手P·G·T·博雷加德是同学。麦克道尔以少尉军衔加入美国第一砲兵部队。美墨战争期间，麦克道尔担任约翰·E·伍尔少将的副官。布埃纳维斯塔战役后，麦克道尔荣誉晋升为上尉并在国民警卫队服役。1856年，麦克道尔被授予少校军衔。
1861年5月14日，麦克道尔在正规军晋升为陆军准将并被任命为东北弗吉尼亚军团指挥官，虽然他之前从未担任过战斗部队指挥官。此次晋升部分是借助了麦克道尔的导师美国财政部长萨蒙·P·蔡斯的影响。虽然部队缺乏经验和准备，但迫于华盛顿方面的压力，麦克道尔依然对北弗吉尼亚的邦聯軍发起了攻击。麦克道尔在第一次馬納沙斯之役中运用的战术极富想像力但过于复杂，缺乏经验的部队无法将其有效的施行，最终导致战事失利。
战后，乔治·B·麦克莱伦取代了麦克道尔的职位，东北弗吉尼亚军团也更名为波托马克军团。麦克道尔在新军团担任一个师的指挥官，但很快调动至第一軍（I Corps）。麦克道尔率领他的軍在后方负责保卫华盛顿特区，曾被计划安排前往支援麦克莱伦参加半岛會戰，但神经紧张的政客担心邦聯军托马斯·杰克逊發動的河谷战役恐將攻擊华盛顿，于是麦克道尔的四万士兵留在了当地。
最后，分别由麦克道尔、约翰·C·弗雷蒙和纳撒尼尔·P·班克斯指挥的三个軍被合并入约翰·波普的弗吉尼亚军团，麦克道尔负责指挥第三軍。由于在锡达山战役中的表现，麦克道尔被荣誉晋升为少将军衔。第二次馬納沙斯之役聯邦军失利后，麦克道尔也遭到了批评，但最终逃避了罪责。
1864年起，麦克道尔先后担任了太平洋軍團、加利福尼亚軍團和西部軍團的指挥官。1872年，麦克道尔被晋升为少将军衔。1879年，由美国总统拉瑟福德·B·海斯任命的审查委员会对第二次馬納沙斯之役失利原因进行了重新檢討，最终的檢討报告认定麦克道尔对失利应负主要责任。
1882年，麦克道尔从军队退役。1885年，麦克道尔逝世，被安葬在旧金山国家公墓。

## 家庭
麦克道尔父亲亚伯拉·欧文·麦克道尔，母亲伊丽莎·塞尔登·麦克道尔，与陆军少将约翰·比福德是姻表兄弟。